# پاپیروس

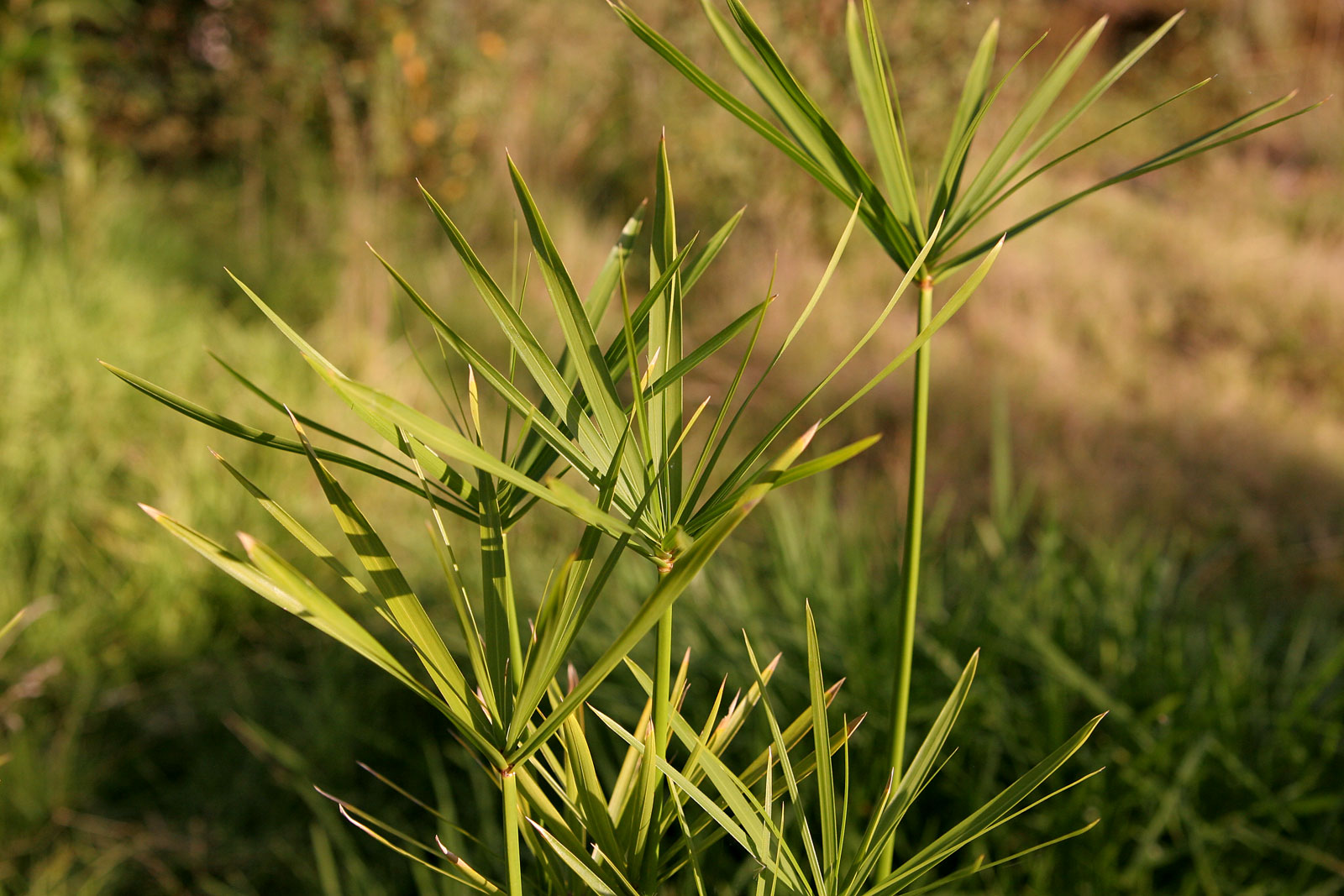
علف بوریا که در تهیه پاپیروس به‌کار می‌رفت.

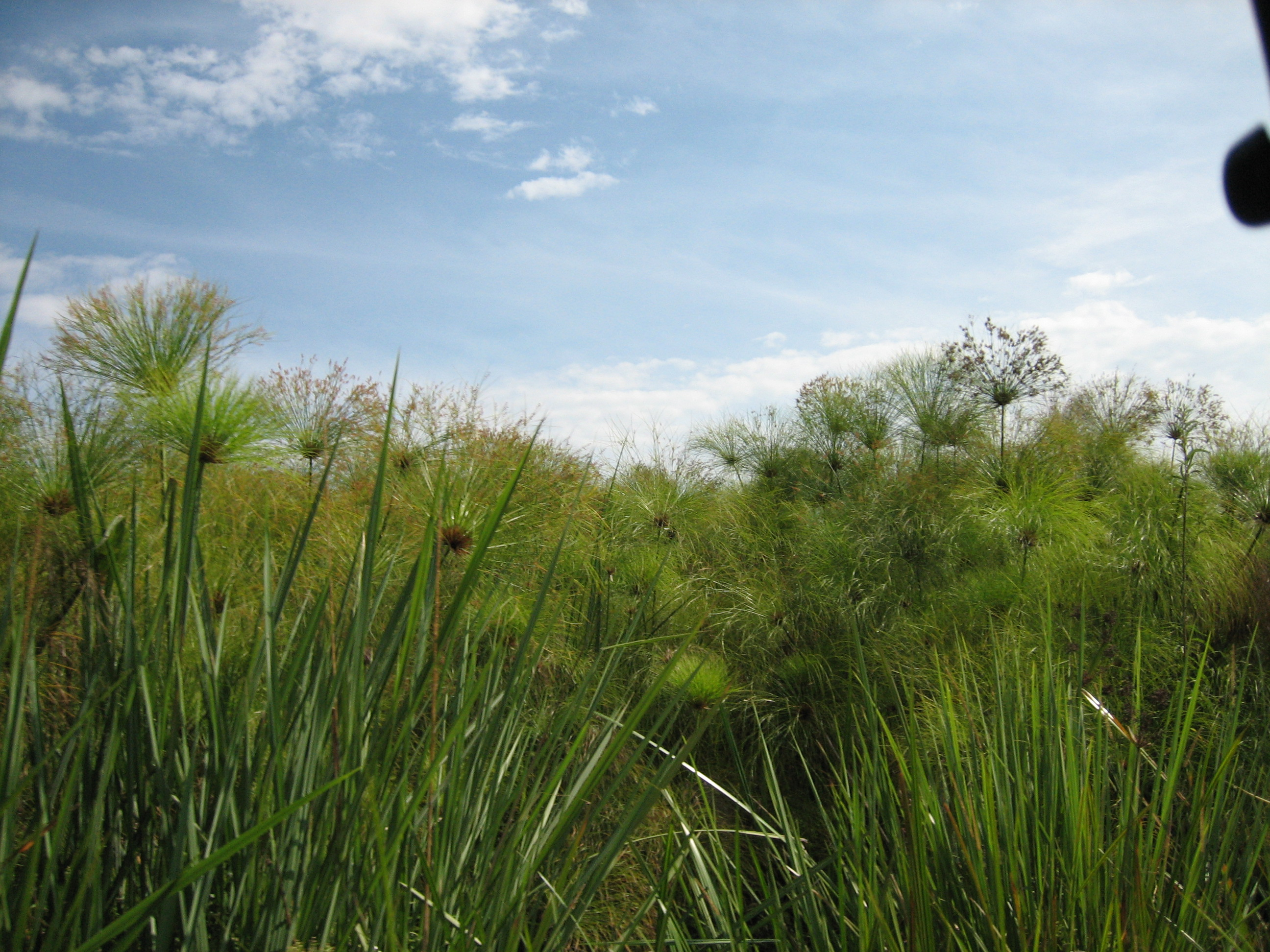
علف بوریا

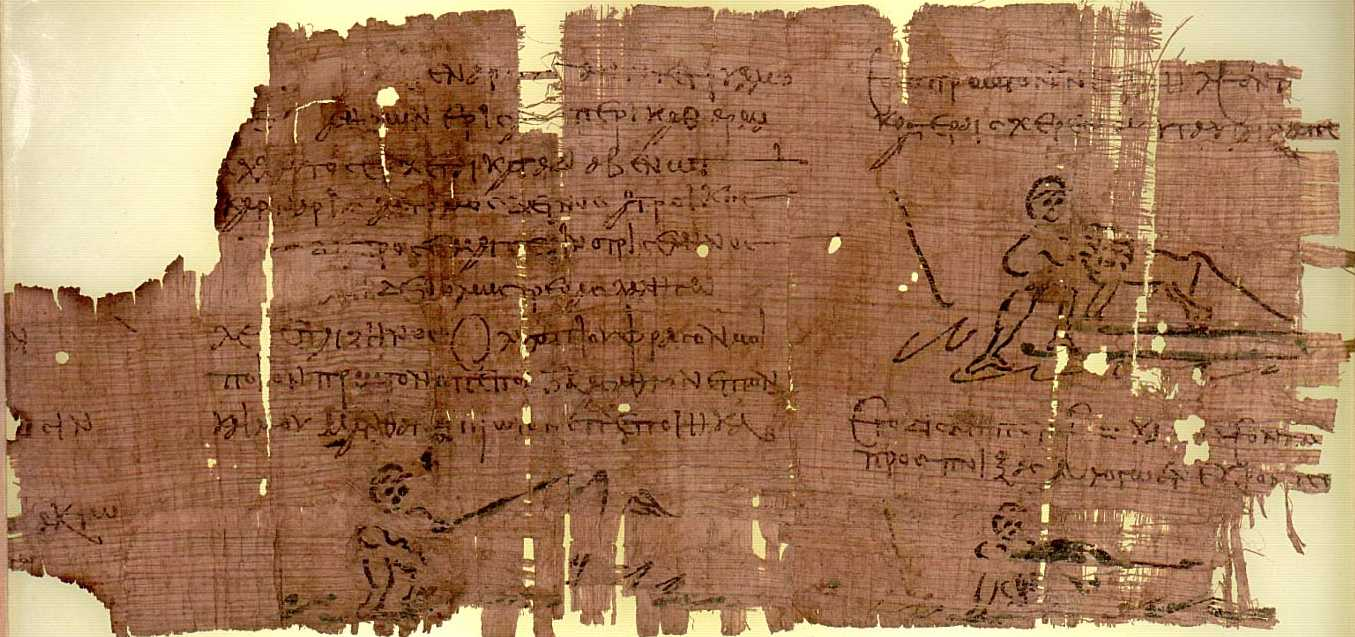
پاپیروس هرکول

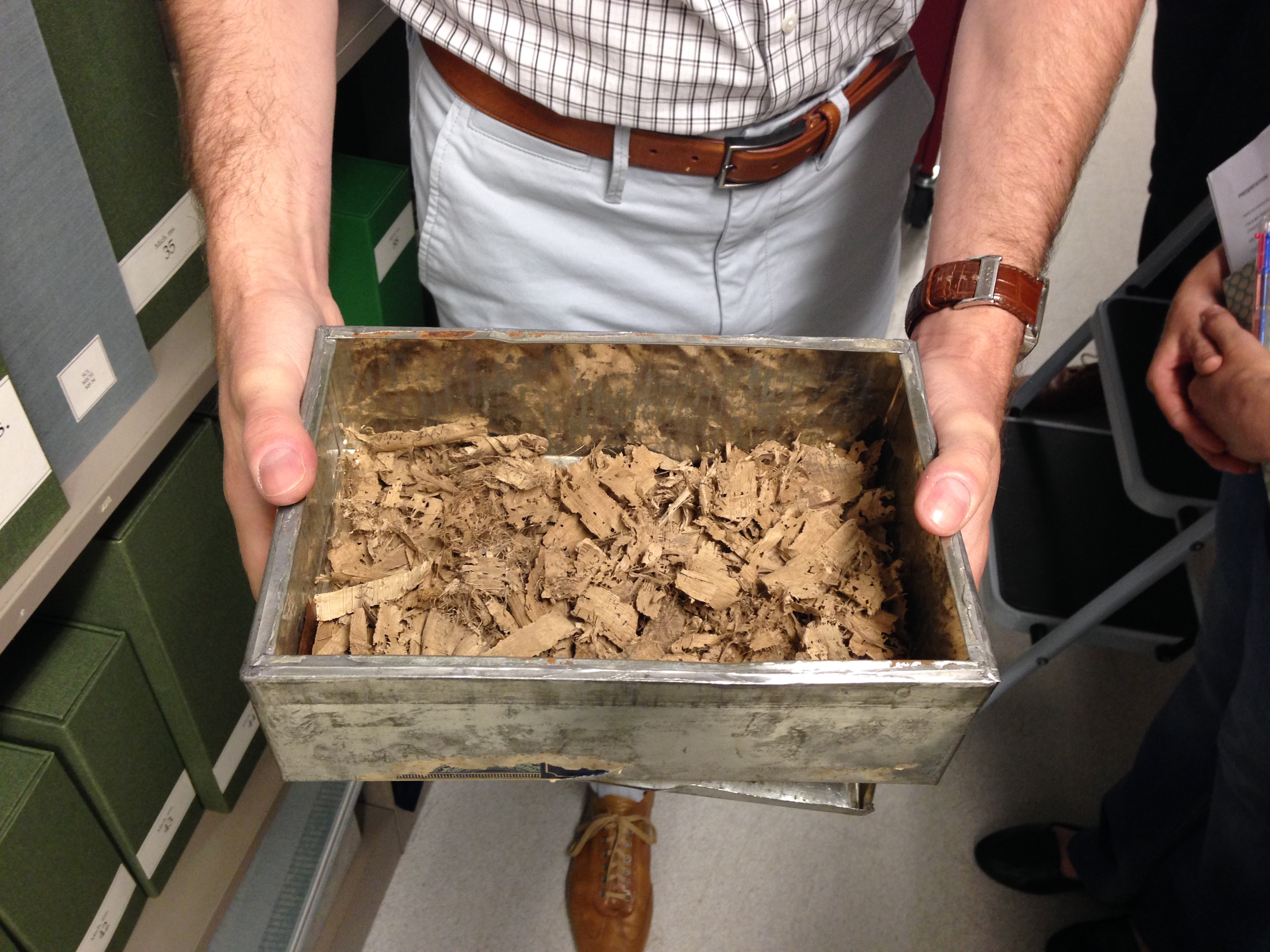
تکه‌های تاریخی پاپیروس مصری که در کتابخانه دانشگاه میشیگان نگهداری می‌شوند.

پاپیروس یا قرطاس که با نام کاغذ حصیری نیز آمده، از نام نی آبیِ بسیار بزرگی با نام نی مردابی (نام علمی: Cyperus papyrus) گرفته شده که از ساقهٔ آن مصریان کالاهایی تهیه می‌کردند که بتوان روی آن نوشت و در نتیجه این کالا نیز بنام پاپیروس خوانده می‌شود.
گونه ابتدایی کاغذ بوده‌است. در فرهنگ‌ها و معاجم، از این گیاه و محصول فرهنگی آن، با عنوان‌ها ونام‌های مختلفی یاد شده‌است. نام‌هایی که مصریان، قبطیان، یونانیان، رومیان، عبریان، اعراب و دیگر ملل جهان باستان بر آن نهاده‌اند؛ از آن جمله است: پاپیروس، بردی، قرطاس، پیزر، لخ، أباء، حفا، تک، جگن، چغ. پاپیروس از مغزهٔ گیاهی به نام علف بوریا تهیه می‌شد.
علف بوریا گونه‌ای جگن است که روزگاری به فراوانی در دلتای رودخانه نیل در مصر می‌روئید.
بوریا معمولاً به بلندی ۲ تا ۳ متر می‌روید ولی رویش آن تا ۵ متر هم مشاهده شده‌است.
از پاپیروس در مصر باستان استفاده می‌شد ولی این گونه کاغذ در منطقه مدیترانه و بخش‌هایی از اروپا و جنوب غربی آسیا نیز کاربرد داشت.

## کاغذهای پاپیروسی (قرطاسی) در گذشته

### پیرامون واژه
مصریان باستان از نزدیک ۲ هزار سال پیش از میلاد، از گیاه پاپیروس، که گونه‌ای از نی است که در اطراف رود نیل می‌روید، کاغذی می‌ساختند که به همان نام پاپیروس شناخته شد و امروزه به صورت واژهٔ Paper در زبان انگلیسی ماندگار شده‌است. قرطاس واژه‌ای اصلاً یونانی است مشتق از کارتس یعنی چیزی که بر آن می‌نویسند و معادل آن در عربی ورقه و صحیفه‌است.

### ساخت
در باب کاغذهای پاپیروسی و چگونگی ساخت آن‌ها چند تن از مستشرقین محقق تاکنون مطالعات کرده‌اند و آلفرد بتلر که یکی از ایشان است در این باب چنین می‌گوید: «در مصر سفلی در شمالی‌ترین بخش مصر، جنگلهای بسیاری است که گیاه پاپیروس در آن‌ها می‌روید. مصریها مغز این گیاه بلندقامت زیبا را می‌گرفتند و آن را قطعه قطعه می‌کردند بعد بفشار صفحاتی از آن درست می‌نمودند سپس با آلتی از عاج آن‌ها را صیقل می‌دادند بعد آن صفحات را بهم می‌چسباندند و به این ترتیب مجموعه‌هایی درست می‌کردند تا در نوشتن استفاده از آن‌ها آسان باشد.

به‌طور خلاصه مراحل تولید پاپیروس به شرح زیر است نقل از سایت پاپیروس.

۱- چیدن ساقه‌های گیاه پاپیروس

۲ - کندن پوست سبز ساقه و بیرون آوردن مغز داخلی آن و رشته رشته کردن مغز داخلی- خواباندن رشته‌ها به مدت ۳ روز در آب

۳ - بریدن رشته‌ها به طول دلخواه و نهادن آن‌ها به شکل افقی بر روی صفحه‌ای پارچه‌ای به‌طوری‌که ۱ میلی‌متر از هر رشته روی دیگری بیفتد. قرار دادن سایر رشته‌ها به صورت عمودی که به کاغذ بافتی صلیبی می‌دهد. نهادن یک صفحه پارچه‌ای روی همه این مجموعه مرحله سوم ساختن کاغذ پاپیروس می‌باشد
1. قرار دادن صفحه زیر فشار و چسباندن نوارها به هم. برداشتن صفحات پارچه‌ای پس از خشک شدن
2. در نهایت فشردن شدید نوارها که موجب ساخته شدن کاغذ یکپارچه می‌شود.

### صادرات از مصر
هر سال مقدار کثیری پاپیروس از مصر از طریق بندر پرجمعیت اسکندریه به خارج حمل می‌شد. درست معلوم نیست که این تجارت چه وقت از میان رفت و چه پیش آمد که کشت این گیاه از مصر برافتاد. بلاذری در کتاب فتوح البلدان (از چ دخویه، لیدن ۱۸۶۶ ص ۲۴۰)، می‌گوید که کاغذ پاپیروس را از مصر به سایر بلاد عالم مخصوصاً به ممالک روم می‌بردند. این کاغذ را در بسیاری از مآخذ قدیمی «قرطاس» خوانده‌اند و سیوطی (متوفی سال ۹۱۱ ه'. ق. / ۱۵۰۵ م) یکی از امتیازات مصر را انواع قرطاس آن می‌شمارد و می‌گوید که آن را که به صورت طومار مهیا می‌شود بهترین چیز برای نوشتن است در مصر از گیاه خشک درست می‌کنند، این طومارها بعضی تا سی ذراع طول و بیش از یک وجب عرض دارند در اشاره به همین قرطاس‌های مصری یکی از شعراء گوید: حملت الیک عروس الثناء علی هودج ماله من بعیر علی هودج من قراطیس مصر یلین علی الطّی لین الحریر ابن حوقل که یکی از مشهورترین جغرافی‌دانان عرب در قرن چهارم هجری است به وجود پاپیروس در جزیره سیسیل (صقلیه) اشاره می‌کند و می‌گوید در میان اراضی این جزیره اماکنی است که در آن‌ها گیاه بربیر یعنی همان بردی که از آن طومار می‌سازند می‌روید و من در هیچ نقطه دنیا غیر از سیسیل از این نوع بردی که در مصر هم وجود دارد ندیده‌ام و در این جزیره بیشتر این گیاه را در ساختن طناب جهت لنگر کشتی‌ها به کار می‌برند و مقدار قلیلی از آن را صرف ساختن طومارهایی جهت پادشاه خود می‌کنند ولی چون مقدار آن کافی نیست بیش از این نمی‌توانند بسازند.

### مسلمانان و قرطاس
ذکر قراطیس که مفرد آن قرطاس است در قرآن کریم نیز آمده و علمای لغت آن را کلمه‌ای خارجی دانسته‌اند مثلاً جوالیقی می‌گوید که: «قرطاس به ضم قاف و کسر آن کلمه‌ای قدیمی است و بعضی بر آنند که اصل آن عربی نیست. قرطاس اصلاً یونانی است مشتق از کارتس یعنی چیزی که بر آن می‌نویسند و معادل آن در عربی ورقه و صحیفه‌است. مسلمین اوراق پاپیروس را در اوایل شروع تاریخ خود از مصریان اقتباس و در نوشتن از آن‌ها استفاده کردند و در قرن اخیر مقدار زیادی از این اوراق که بر آن‌ها به خط عربی کتابت شده در مصر بدست آمده و پس از قرائت آن اسناد گرانبها پرده از روی بسیاری مسائل مبهم راجع به اداره مصر بتوسط مسلمین برداشته شده. از مستشرقینی که به خواندن اوراق پاپیروس عربی و تحقیق در باب آن‌ها توجه مخصوص کرده یکی کرباچک است دیگری بکر و غیر از این دو تن جمعی دیگر نیز بوده‌اند ولی از تمام ایشان شاید بزرگتر علامه استاد گروهمان باشد که یک عده از اوراق پاپیروس عربی را که در کتابخانه‌های وینه و قاهره موجود است خوانده و مورد تحقیق قرار داده‌است.

#### ایرانیان و قرطاس
استعمال کاغذ قرطاس مدتهای مدید پس از فتح عراق بدست مسلمین در آنجا معمول بود و ابن عبدوس جهشیاری (متوفی سال ۳۳۱ ه'. ق. / ۹۴۲ م) می‌گوید که ابوجعفر منصور خلیفه بانی بغداد اطلاع یافت که قرطاسهائی که در خزائن او جمع آمده زیاد شده‌است به همین جهت بصالح صاحب مصلای خود گفت که آن‌ها را از خزانه‌ها بیرون آورد و او را مأمور فروش آن‌ها کرد و گفت اگرچه هر طومار از آن‌ها را بدانگی که شش یک درهم است بخرند بفروش چه پولی که از این راه عاید شود از نگاهداری آن‌ها بهتر است. صالح چون دید که هر طومار قرطاس در آن ایام یک درهم قیمت دارد از این کار ابا کرد و دیگر به خدمت خلیفه نرفت. خود او می‌گوید که خلیفه فردا مرا به حضور خواست و گفت من در باب احتیاجات نوشتنی خود فکر کردم و دیدم که اوضاع مصر مورد اطمینان نیست و ممکن است به علت حوادثی که در آنجا رخ دهد فرستادن قرطاس در آن سرزمین برای ما مشکل شود و ما برای نوشتن به چیزی محتاج شویم که تهیه آن در بلادما میسر نگردد به همین علت طومارهای قرطاس را بهمان حال باقی بگذار، ایرانیان جز بر پوست کلفت و نازک بر چیزی دیگر نمی‌نوشتند و می‌گفتند که ما جز بر آنچه در مملکت ما فراهم می‌شود بر چیزی دیگر کتابت نمی‌کنیم.

#### قراطیسی
در قسمت غربی شهر بغداد یعنی در محله کرخ دربندی بود که آن را «درب القراطیس» یا «درب اصحاب القراطیس» می‌خواندند و ذکر آن در کتب قدما مثل جاحظ و طبری و خطیب بغدادی و عمروبن متی و ماری بن سلیمان و دیگران آمده‌است اما از این مؤلفین هیچ‌یک نگفته‌اند که آیا در این دربند کاغذ قرطاس ساخته می‌شده‌است یا آنجا محل فروش آن بوده‌است. ابوسعد سمعانی که در سال ۵۶۲ ه'. ق. / ۱۱۶۶ م. وفات کرده و در کتاب الانساب (دست راست از ورق ۴۴۵، چ مارگلیوث در لیدن ۱۹۱۲) در ماده «القراطیسی» می‌گوید که قراطیسی بکسی گفته می‌شود که بساخت قرطاس یا فروش آن می‌پردازد، سپس نام یک عده اشخاص را که اغلب ایشان از مردم بغداد بوده یا در آنجا ساکن شده بودند و به این عمل اشتغال داشته‌اند می‌برد و احتمال دارد که ایشان را به آن جهت به نسبت قراطیسی یاد می‌کرده‌اند که در محله «درب القراطیس» سکونت داشته یا اینکه شغلشان ساختن یا فروش قرطاس بوده‌است. خطیب بغدادی که از هفت نفر نام می‌بردکه همه به نسبت «قراطیسی» منسوب بوده‌اند ولی او مثل سمعانی در باب علت انتساب ایشان به این نسبت توضیحی نمی‌دهد و مطلب را همچنان مبهم می‌گذارد. در ایام خلافت معتصم ساخت کاغذ از بغداد به سامرا منتقل گردید و یعقوبی که در اواخر قرن سوم هجری مرده می‌گوید که معتصم بعد از آنکه سامرا را ساخت جمعی از پیشه وران و صنعتگران را به آنجا منتقل نمود تا بر آبادی و رونق آن شهر بیفزایند. از این جماعت بودند عده‌ای از پیشه وران مصری که در ساخت قرطاس مهارت داشتند و اگرچه در سامرا به این کار مشغول شدند لیکن قرطاس‌های ایشان به‌خوبی قرطاس‌های مصری از کار درنیامد.

### ویژگی برجستهٔ پاپیروس در دوران خلفا
ابوریحان بیرونی در کتاب ماللهند خود (ص ۸۱)بوجود پاپیروس (بردی) اشاره می‌کند و می‌گوید: «قرطاسی که در مصر ساخته می‌شود از مغز گیاه بردی است و آن را از گوشت آن درخت می‌تراشند و تا نزدیک به عهد ما خلفا نوشته‌های خود را بر آن‌ها می‌نوشتند چه اگر کسی می‌خواست که نوشته هائی را که بر قرطاس مصری نقش شده پاک کند یا تغییر دهد ممکن نمی‌شد بلکه بعلت خرابی که بر اثر این اعمال در آن نوشته‌ها پدید می‌آمد تصرف در آن‌ها واضح می‌گردید».